# Söndagen efter nyår
Söndagen efter nyår är den söndag som infaller mellan nyårsdagen och trettondedagen.
Den infaller endast om en söndag inträffar någon av dagarna 2-5 januari. Den liturgiska färgen är vit.
Temat för dagens bibeltexter enligt evangelieboken är Guds hus, och en välkänd text är från Lukas 2, när den tolvårige Jesus stannade i templet och hans föräldrar letade efter honom. Denna berättelse hörde tidigare hemma på första söndagen efter trettondedagen, medan söndagen efter nyår firades till minne av Jesu dop. Deras teman har nu bytt plats, eftersom temat Jesu dop nu hör hemma just på första söndagen efter trettondedagen.

## Svenska kyrkan
Söndagens tema enligt 2003 års evangeliebok är Guds hus. De bibeltexter som används för att belysa dagens tema är:
| Första årgången                                                        | Andra årgången                                             | Tredje årgången                                                               | Psaltarpsalm     |
| Första Samuelsboken 3:1-10 Hebreerbrevet 3:1-6 Lukasevangeliet 2:42-52 | Jesaja 55:5-7 Romarbrevet 12:1-2 Markusevangeliet 11:15-19 | Första Kungaboken 8:20, 27-30 Filipperbrevet 2:1-4 Johannesevangeliet 2:13-22 | Psaltaren 84:2-5 |

### Fotnoter
1. ↑  ”Söndagen efter nyår”. Svenska kyrkan. Arkiverad från originalet den 8 december 2015. https://web.archive.org/web/20151208162827/https://www.svenskakyrkan.se/troochandlighet/kyrkoarets-bibeltexter?helgdag=84. Läst 27 november 2015.
2. ↑   Den svenska psalmboken med tillägg. Stockholm: Verbum. 2005. sid. 1299-1302. Libris ht7wjxh8f3k4gcqk. ISBN 978-91-526-5515-3